# Ģ
Ģ (minuskule ģ) je písmeno latinky. Nazývá se G s cedillou. Používá se pouze v lotyštině, kde se čte přibližně jako české Ď. Je výjimečné svojí diakritikou, jelikož přirozené písmeno v majuskulním tvaru má cedillu dole, zatímco v minuskulním nahoře, pomocí Unicode lze však i uměle modifikovat i písmeno G̓ (minuskulní tvar s cedillou dole modifikovat nelze). V Unicode má majuskulní tvar kód U+0122 a minuskulní U+0123.